# Крайні точки Туреччини
Нижче наведено список крайніх точок Туреччини.

## Крайні точки
- Північна точка — на турецько-болгарському кордоні в районі Кофчаз провінції Киркларелі — (42°06′21″ пн. ш. 27°14′27″ сх. д. / 42.10583° пн. ш. 27.24083° сх. д.)
- Південна точка — на кордоні з Сирією в районі Яйладаги провінції Хатай (35°48′25″ пн. ш. 36°09′14″ сх. д. / 35.80694° пн. ш. 36.15389° сх. д.)
- Західна точка — мис Авлака на острові Імброс (Гекчеада) провінції Чанаккале (40°07′30″ пн. ш. 25°39′56″ сх. д. / 40.12500° пн. ш. 25.66556° сх. д.)
- Східна точка — контрольно-пропускний пункт «Ділучу» («Dilucu») на кордоні з Азербайджаном у районі Аралик провінції Игдир (39°39′12″ пн. ш. 44°49′05″ сх. д. / 39.65333° пн. ш. 44.81806° сх. д.)

## Відносно рівня моря
- Найвища точка — Гора Арарат (5166 м)

39°42′ пн. ш. 44°17′ сх. д. / 39.700° пн. ш. 44.283° сх. д.
- Найнижча точка — неназвана точка біля лагуни Акіатан і міста Адана на Середземноморському узбережжі (-2,8 м)

37°0′ пн. ш. 35°19′ сх. д. / 37.000° пн. ш. 35.317° сх. д.